# 合
合 est un sinogramme et un kanji qui signifie « union », « harmonie ». Il se lit en japonais « ai » (« aï »). Hé en est la transcription en hanyu pinyin.

## Exemple
Il se retrouve dans les termes :
- aïkido
- iaïdo
- kiai
- maaï

Il s'emploie aussi pour s'écrire des prénoms :
- Aika
- Aimi